# Mimi Jones
Mimi Jones, geboren als Miriam Sullivan (New York, 1972), is een Amerikaanse jazzmuzikante (zang, bas) en componist.

## Biografie
Jones groeide op in The Bronx en ging naar de Harlem School of the Arts, de Fiorello H. LaGuardia High School. Ze behaalde een Bachelor of Music Performance aan de Manhattan School of Music Conservatory. Tijdens haar carrière werkte ze o.a. met Terri Lyne Carrington (The Mosaic Project, 2011), Rebecca Coupe Franks, Tia Fuller en Rudy Royston. Haar debuutalbum A New Day (Hot Tone Music) werd geschreven tussen december 2007 en mei 2008, waaraan o.a. Ambrose Akinmusire ook deelnam. In 2012 volgde de productie Balance (met o.a. Ingrid Jensen, Luis Perdomo). Op het gebied van jazz was ze tussen 2007 en 2015 betrokken bij 11 opnamesessies. Op haar label Hot Tone Music bracht ze het debuutalbum van de saxofonist Camille Thurman uit.
- Library of Congress Control Number: n2004079293
- MusicBrainz: 7f6ad0bc-240b-46d4-9a37-077980015133
- Virtual International Authority File: 51082065
- WorldCat: E39PBJwxGkG4BHJHMYVd8Jwpyd